# Arta psihedelică
Arta psihedelică se referă la forma de artă, lucrare grafică sau reprezentare vizuală legată sau inspirată de experiențele psihedelice sau halucinațiile experimentate ca urmare a ingerării de droguri psihedelice precum LSD, psilocibină sau DMT. Cuvântul „psihedelic” (inventat de psihologul britanic Humphry Osmond) înseamnă „manifestare a minții”. Conform acestei definiții, toate eforturile artistice de a descrie lumea interioară a psihicului pot fi considerate „psihedelice”. În limbajul comun, „arta psihedelică” se referă în primul rând la mișcarea artistică a contraculturii de la sfârșitul anilor 1960, care prezintă imagini extrem de distorsionate sau suprarealiste, culori strălucitoare, folosirea întregului spectru de culori și animații (inclusiv desene animate) pentru a evoca, transmite sau spori experiențele psihedelice. Artele vizuale psihedelice au fost o contraparte a muzicii rock psihedelice. Posterele concertelor, coperțile albumelor, spectacolele cu lumină lichidă, arta luminoasă lichidă, picturile murale, cărțile de benzi desenate, ziarele underground și multe altele reflectau nu numai modelele de culori care se învârteau caleidoscopic în halucinațiile psihedelice, ci și sentimentele politice, sociale și spirituale revoluționare inspirate de intuițiile derivate din aceste stări de conștiință psihedelice.

## Caracteristici

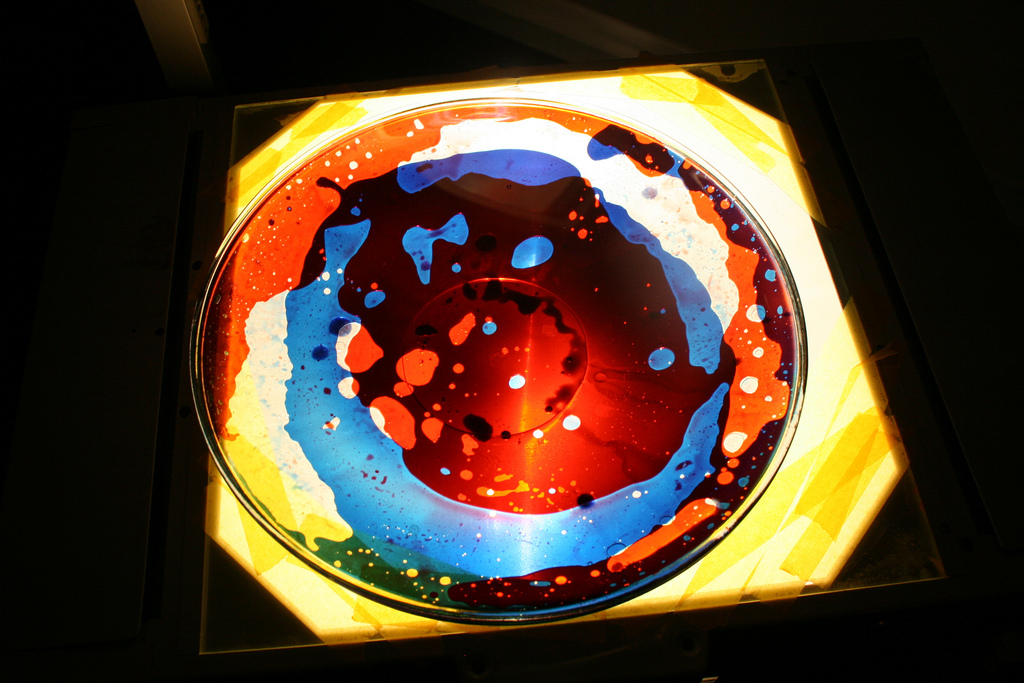
O proiecție de ulei lichid

- Subiecte fantastice, metafizice și suprarealiste
- Modele caleidoscopice, fractale sau paisley
- Culori strălucitoare și/sau foarte contrastante
- Profunzimea extremă a detaliilor sau stilizarea detaliilor, denumit și stilul Horror vacui
- Metamorfozarea obiectelor sau a temelor și, uneori, colaj
- Fosfene, spirale, cercuri concentrice, modele de difracție și alte motive entoptice
- Repetarea motivelor
- Tipografia inovatoare și scrisul de mână, inclusiv deformarea și transpunerea spațiilor pozitive și negative

## Origini
Arta psihedelică se bazează pe ideea că stările modificate de conștiință produse de drogurile psihedelice sunt o sursă de inspirație artistică. Mișcarea de artă psihedelică este asemănătoare mișcării suprarealiste prin faptul că prescrie un mecanism de obținere a inspirației. În timp ce mecanismul suprarealismului este observarea viselor, un artist psihedelic apelează la halucinațiile induse de droguri. Ambele mișcări au legături puternice cu evoluții importante în știință. În timp ce suprarealistul a fost fascinat de teoria lui Freud despre inconștient, artistul psihedelic a fost literalmente „activat” de descoperirea LSD-ului de către Albert Hofmann.
Printre precursorii operei de artă psihedelică se numără următorii autori și artiști: Lautréamont, Louis-Ferdinand Celine, Stanislav Witkevich, Antonin Artaud, Georges Bataille, William Burroughs, De Quincey, Terence McKenna, Carlos Castaneda. Mihail Bulgakov este primul scriitor care a descris halucinațiile narcotice. În special, cercetătorii de artă Tim Lapetino și James Orok urmăresc legătura artei psihedelice cu dadaismul, suprarealismul, lettrismul și situaționismul .
Cărțile lui Aldous Huxley, The Doors of Perception (1954) și Heaven and Hell (1956), rămân declarații definitive despre experiența psihedelică.
Albert Hofmann și colegii săi de la Laboratoarele Sandoz au fost convinși imediat după descoperirea sa, în 1943, de puterea și promisiunea LSD-ului. Timp de două decenii de la descoperirea sa, LSD-ul a fost comercializat de Sandoz ca fiind un medicament important pentru cercetarea psihologică și neurologică. Hofmann a văzut potențialul medicamentului și pentru poeți și artiști și a manifestat un mare interes față de experimentele psihedelice ale scriitorului german Ernst Jünger.
Experimentarea artistică timpurie cu LSD a fost efectuată într-un context clinic de către psihiatrul Oscar Janiger din Los Angeles. Janiger a solicitat unui grup de 50 de artiști diferiți să facă fiecare câte o pictură din viața unui subiect ales de artist. Ulterior, li s-a cerut să facă aceeași pictură în timp ce se aflau sub influența LSD-ului. Cele două tablouri au fost comparate de Janiger, dar și de către artist. Artiștii au raportat aproape unanim că LSD-ul induce o îmbunătățire a creativității lor.
În cele din urmă, se pare că psihedelicele ar fi fost îmbrățișate cu cea mai mare căldură de către contracultura americană. Poeții Beatnik Allen Ginsberg și William S. Burroughs au fost fascinați de drogurile psihedelice încă din anii 1950, așa cum demonstrează The Yage Letters (1963). Aceștia au recunoscut rolul psihedelicilor ca îmbătătoare sacre în ritualurile religioase ale nativilor americani și, de asemenea, au înțeles filosofia poeților suprarealiști și simboliști care cereau o „dezorientare completă a simțurilor” (parafrazându-l pe Arthur Rimbaud). Ei știau că stările modificate de conștiință jucau un rol în misticismul oriental. Erau la modă cu psihedelicele ca medicină psihiatrică. LSD a fost catalizatorul perfect pentru a electrifica amestecul eclectic de idei adunate de Beats într-un panaceu cathartic, distribuit în masă, pentru sufletul generației următoare.

## În contracultura anilor 1960
Principalii susținători ai mișcării de artă psihedelică din anii 1960 au fost artiștii de afișe din San Francisco, cum ar fi: Rick Griffin, Victor Moscoso, Bonnie MacLean, Stanley Mouse & Alton Kelley și Wes Wilson . Afișele lor de concerte rock psihedelice au fost inspirate de Art Nouveau, Victoriana, Dada și Pop Art. „Afișele Fillmore” au fost printre cele mai notabile ale vremii. Culorile bogat saturate în contraste stridente, scrisul elaborat și ornamental, compoziția puternic simetrică, elementele de colaj, distorsiunile elastice și iconografia bizară sunt toate caracteristici ale stilului artistic al afișelor psihedelice din San Francisco. Stilul a înflorit din aproximativ 1966 până în 1972. Lucrările lor au avut o influență imediată asupra copertelor albumelor de discuri de vinil și, într-adevăr, toți artiștii menționați mai sus au creat și coperți de albume.
Deși San Francisco a rămas centrul artei psihedelice până la începutul anilor 1970, stilul s-a dezvoltat și la nivel internațional: artista britanică Bridget Riley a devenit faimoasă pentru picturile sale Op art cu modele psihedelice care creează iluzii optice. Mati Klarwein a creat capodopere psihedelice pentru albumele de fuziune Jazz-Rock ale lui Miles Davis, dar și pentru rockul latin al lui Carlos Santana. Pink Floyd a lucrat intensiv cu designerii londonezi Hipgnosis⁠(d) pentru a crea grafică în sprijinul conceptelor din albumele lor. Willem de Ridder⁠(d) a creat copertele pentru Van Morrison. Artiști din zona Los Angeles, precum John Van Hamersveld⁠(d), Warren Dayton⁠(d) și Art Bevacqua și artiștii newyorkezi Peter Max⁠(d) și Milton Glaser⁠(d) au produs afișe pentru concerte sau comentarii sociale (cum ar fi mișcarea anti-război), care au fost foarte bine cotate în această perioadă. Coperta și articolul principal al revistei Life Magazine pentru numărul din 1 septembrie 1967, în plină Vară a Dragostei, s-au concentrat pe explozia de artă psihedelică pe postere și pe artiștii ca lideri ai comunității hippie de contracultură.
Spectacolele de lumini psihedelice au fost o nouă formă de artă dezvoltată pentru concertele rock. Folosind ulei și colorant într-o emulsie care era plasată între lentile convexe mari pe proiectoare, artiștii de spectacole de lumini au creat imagini lichide și bubuitoare care pulsau în ritmul muzicii. Acest lucru a fost amestecat cu diapozitive și bucle de film pentru a crea o formă de artă cinematografică improvizată, care să reprezinte vizual improvizațiile formațiilor rock și să creeze o atmosferă complet „tripantă” pentru public. The Brotherhood of Light au fost responsabili pentru multe dintre spectacolele de lumini de la concertele de rock psihedelic din San Francisco.
Din contracultura psihedelică a luat naștere și un nou gen de benzi desenate: benzile desenate underground (sau benzi desenate de natură socială). „Zap Comix” s-a numărat printre benzile desenate underground originale și a prezentat lucrările lui Robert Crumb⁠(d), S. Clay Wilson⁠(d), Victor Moscoso⁠(d), Rick Griffin⁠(d) și Robert Williams⁠(d), printre alții. Benzile desenate underground erau răutăcioase, intens satirice și păreau să urmărească ciudățenia de dragul ciudățeniei. Gilbert Shelton⁠(d) a creat probabil cel mai longeviv personaj de benzi desenate underground, „The Fabulous Furry Freak Brothers”, ale cărui isprăvi cu droguri au reprezentat o oglindă hilară a stilului de viață hippy din anii 1960.
Arta psihedelică a fost aplicată, de asemenea, LSD-ului însuși. LSD a început să fie pus pe hârtie sugativă la începutul anilor 1970 și acest lucru a dat naștere la Blotter art⁠(d), o formă de artă specializată în decorarea sugativei. Adesea, hârtia era decorată cu însemne mici pe fiecare filă pătrată perforată, dar până în anii '90, acest lucru a progresat până la desene complete în patru culori, implicând adesea o pagină întreagă de 900 sau mai multe file. Mark McCloud este o autoritate recunoscută în ceea ce privește istoria artei LSD pe hârtie sugativă. 

## În publicitatea corporatistă

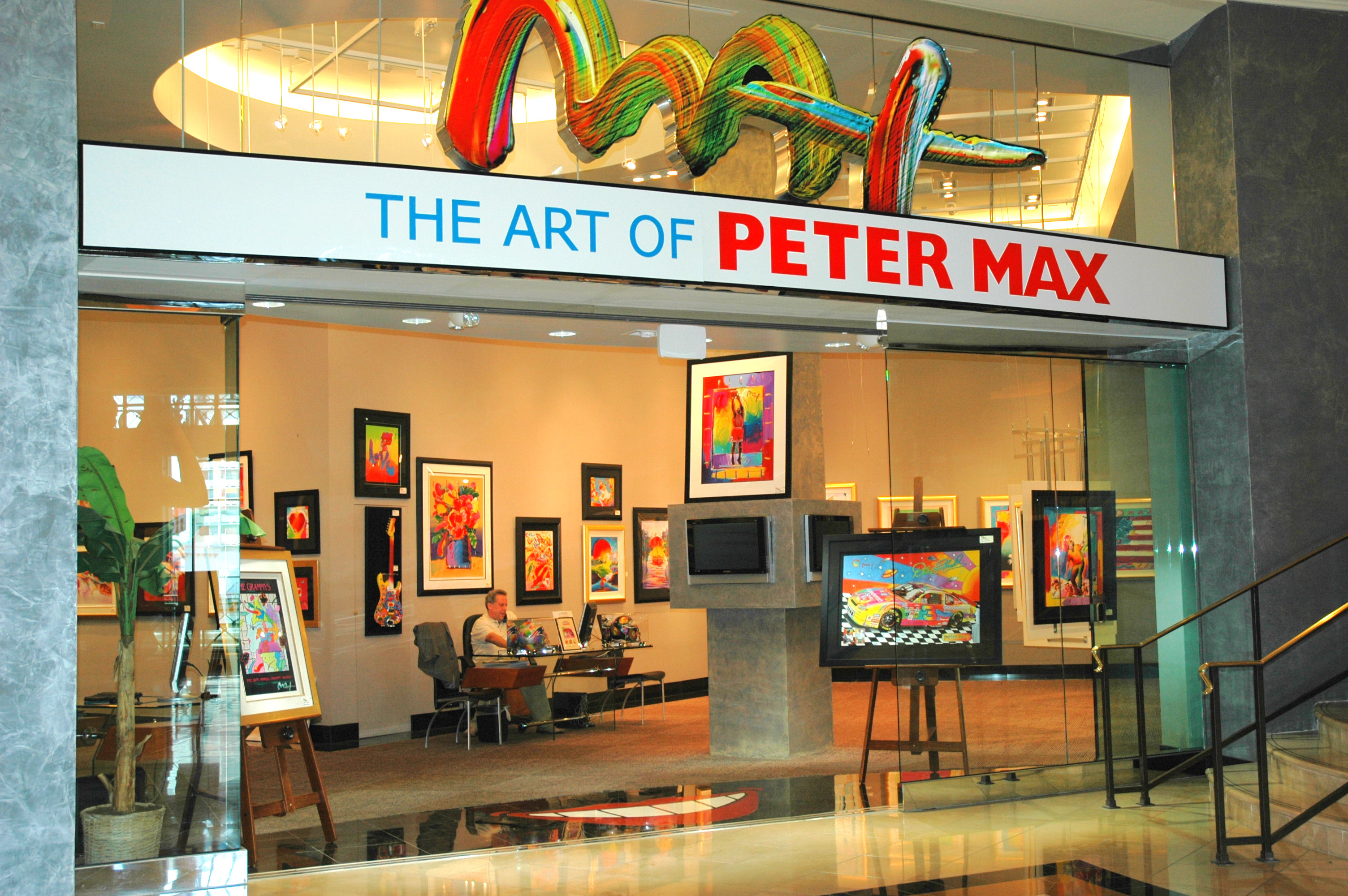
Arta lui Peter Max

În primii ani ai generației '70, agenții de publicitate au folosit arta psihedelică pentru a vinde o gamă nelimitată de bunuri de consum. Produsele pentru păr, mașinile, țigările și chiar și colanții au devenit acte colorate de pseudo-rebeliune. Banca Națională Chelsea a comandat un peisaj psihedelic lui Peter Max, iar maimuțele verzi, roz și albastre neon au locuit în reclamele pentru o grădină zoologică. Un tărâm fantastic de bule colorate, rotitoare și psihedelice a oferit fundalul perfect pentru o reclamă Clearasil. După cum explică Brian Wells, „Mișcarea psihedelică a atins, prin munca artiștilor, designerilor și scriitorilor, un grad uimitor de răspândire culturală... dar, deși a avut loc o mare răspândire, a avut loc și o mare diluare și distorsionare”. Chiar și termenul „psihedelic” însuși a suferit o schimbare semantică, ajungând în curând să însemne „tot ceea ce în cultura tinerilor este colorat, neobișnuit sau la modă”. Jocurile de cuvinte folosind conceptul de „trip” abundă: așa cum declara o reclamă pentru London Britches, produsul lor era „grozav în călătorii. Până la jumătatea anilor 1970, mișcarea artistică psihedelică a fost în mare parte cooptată de forțele comerciale mainstream, încorporată chiar în sistemul capitalismului pe care hipioții se străduiseră atât de mult să îl schimbe.

## Alte materiale
Exemple de alte materiale de artă psihedelică sunt tapițeria, perdelele și autocolantele, îmbrăcămintea, pânzele și alte artefacte imprimate și mobilierul.

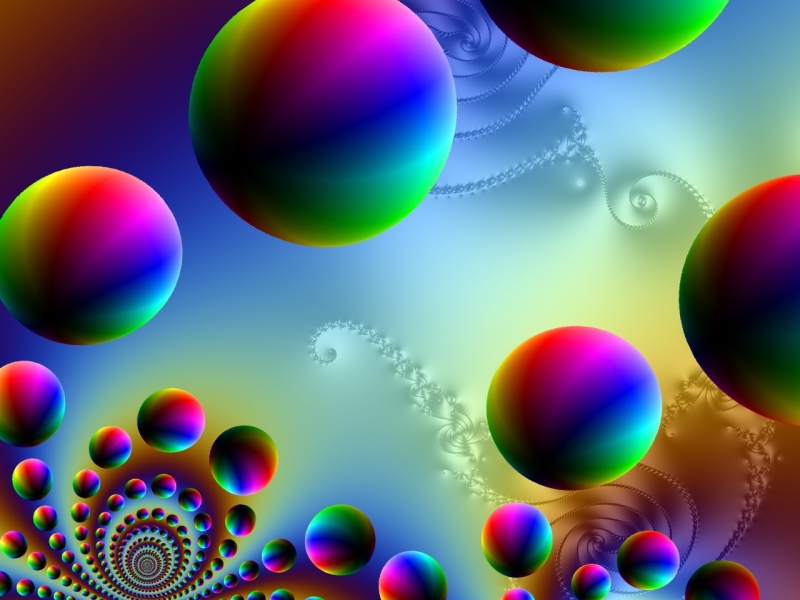
Operă de artă fractală creată folosind o mulțime Julia

Arta computerizată a permis o exprimare și mai amplă și mai abundentă a viziunii psihedelice. Softurile de generare a fractalilor oferă o reprezentare precisă a modelelor halucinante psihedelice, dar și mai important este faptul că programele de grafică 2D și 3D permit o libertate fără precedent de manipulare a imaginilor. O mare parte din software-ul grafic pare să permită o traducere directă a viziunii psihedelice. „Revoluția digitală a fost într-adevăr anunțată timpuriu ca fiind „noul LSD” de nimeni altul decât Timothy Leary .

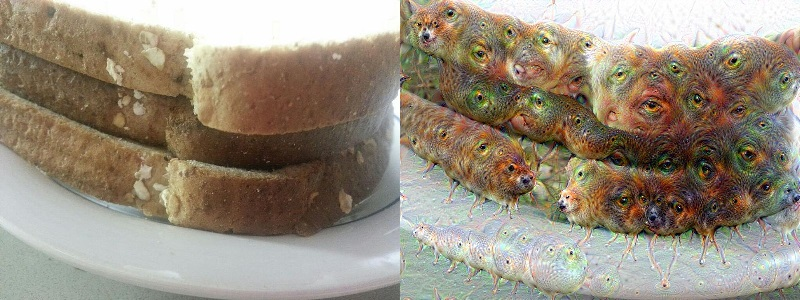
Sandviș toast modificat DeepDream

Mișcarea rave din anii 1990 a fost o renaștere psihedelică alimentată de apariția noilor tehnologii digitale disponibile. Mișcarea rave a dezvoltat un nou stil de artă grafică parțial influențat de arta posterului psihedelic din anii 1960, dar și puternic influențat de arta graffiti și de arta publicitară din anii 1970, dar clar definit de ceea ce arta digitală, software-ul de grafică pe calculator și computerele de uz casnic aveau de oferit la momentul creației. În schimb, rețeaua neuronală convoluțională DeepDream⁠(d) găsește și îmbunătățește modelele din imagini pur prin pareidolie algoritmică.
Concomitent cu mișcarea rave și, în anumite privințe esențiale, parte integrantă a acesteia, au apărut noi droguri care alterează mintea, în special MDMA (Ecstasy). Ecstasy, ca și LSD, a avut o influență tangibilă asupra culturii și esteticii, în special asupra esteticii culturii rave. Dar MDMA nu este (fără îndoială) un psihedelic adevărat, ci este descris de psihologi ca fiind un entactogen. Dezvoltarea de noi psihedelice, cum ar fi 2C-B⁠(d) și compușii înrudiți (dezvoltați în primul rând de chimistul Alexander Shulgin⁠(d)), care sunt cu adevărat psihedelice, a oferit un teren fertil pentru explorarea artistică, deoarece multe dintre noile psihedelice posedă proprietăți unice proprii care vor afecta în mod corespunzător viziunea artistului.
Chiar dacă moda s-a schimbat, iar mișcările artistice și culturale au apărut și au dispărut, anumiți artiști s-au dedicat cu perseverență psihedeliei. Exemple bine cunoscute sunt Amanda Sage⁠(d), Alex Grey⁠(d) și Robert Venosa⁠(d). Acești artiști au dezvoltat stiluri unice și distincte care, deși conțin elemente „psihedelice”, sunt în mod clar expresii artistice care transcend simpla categorizare. Deși nu este necesar să se folosească psihedelicele pentru a ajunge la un astfel de stadiu de dezvoltare artistică, artiștii psihedelici serioși demonstrează că există o tehnică tangibilă pentru obținerea viziunilor, iar această tehnică este utilizarea creativă a drogurilor psihedelice.

## Artiști psihedelici
- Pablo Amaringo⁠(d)
- Chuck Arnett⁠(d)
- Chris Dyer (artist)⁠(d)
- Doug Binder⁠(d)
- Brummbaer⁠(d)
- Mark Boyle⁠(d) și Joan Hills⁠(d)
- Laurence Caruana⁠(d)
- James Clifford⁠(d)
- Lee Conklin⁠(d)
- Robert Crumb⁠(d)
- Roger Dean⁠(d)
- Warren Dayton⁠(d)
- Scott Draves⁠(d)
- Donald Dunbar⁠(d) [15]
- MC Escher
- Karl Ferris⁠(d)
- William Finn⁠(d)
- The Fool (colectiv de design)⁠(d)
- Ernst Fuchs⁠(d)
- Bob Gibson⁠(d)
- HR Giger
- Terry Gilliam
- Alex Gray⁠(d)
- Rick Griffin⁠(d)
- Gary Grimshaw⁠(d)
- Leif Podhajsky⁠(d)
- John Hurford⁠(d)
- Alton Kelley⁠(d)
- Mati Klarwein⁠(d)
- Oleg A. Korolev⁠(d)
- Abby Martin⁠(d)
- Bob Masse⁠(d)
- Peter Max⁠(d)
- Stanley „Șoarecele” Miller⁠(d)
- Victor Moscoso⁠(d)
- Vali Myers⁠(d)
- Martin Sharp⁠(d)
- Gilbert Shelton⁠(d)
- Grace Slick
- Harold Thornton⁠(d)
- Vernon Treweeke⁠(d)
- John Van Hamersveld⁠(d)
- David Vaughan⁠(d)
- Louis Wain⁠(d)
- James Herer
- Robert Williams⁠(d)
- Wes Wilson⁠(d)